# José Gaspar y Maristany
José Gaspar y Maristany (f. 1879) fue un grabador y empresario español.

## Biografía
Dedicado inicialmente al grabado en madera, en 1845 fundó junto con su hermano Fernando y José Roig una importante casa editorial, que entre sus publicaciones cuenta el periódico El Museo Universal. Fue condecorado con la encomienda de Isabel la Católica y la cruz de Cristo de Portugal. Falleció en Madrid en 9 de septiembre de 1879.